# 胡珀 (科罗拉多州)
胡珀（英語：Hooper），是美国科罗拉多州阿拉莫萨县下属的一座城市。建市于1898年5月20日，面积大约为0.252平方英里（0.653平方公里）。根据2010年美国人口普查，该市有人口103人。2011年估计该市有人口105人，相比2010年人口增长率为1.94%。同时，论人口该市是科罗拉多州第257大城市。